# Tar-Ancalimon
Tar-Ancalimon, que significa «El más brillante» en quenya, es un personaje ficticio perteneciente al legendarium del escritor J. R. R. Tolkien. Es un Dúnadan de Númenor, hijo de Tar-Atanamir, nacido en el año 1986 de la Segunda Edad del Sol.
Al contrario que los herederos anteriores que habían recibido el cetro antes de morir el rey, Tar-Ancalimon no lo recibió hasta la muerte de su padre en el año 2221 S. E. Fue el decimocuarto Rey de Númenor y durante su reinado, se produjo la división del pueblo Númenóreano entre los llamados Hombres del Rey, que eran la mayor parte, y los llamados Fieles o Elendili, que mantuvieron la amistad con los Elfos. Como consecuencia, la mayor parte del pueblo dejó de hablar las lenguas élficas y rara vez se subía al Meneltarma para venerar a Ilúvatar. 
Tar-Ancalimon murió en el año 2386 S. E. y su hijo, Tar-Telemmaitë, le sucedió el trono. 